# Avesta (comuna)
Avesta (em sueco: Avestas kommun;  pronúncia) é uma comuna da Suécia localizada no sudeste do condado de Dalecárlia.
Sua capital é a cidade de Avesta. Possui 613 quilômetros quadrados e segundo censo de 2018, havia 23 323 habitantes.